# Cyclorhagae
Cyclorhagae é uma subordem de animais do filo Kinorhyncha, ordem Cyclorhagida. Possui as seguintes famílias:
- Família Echinoderidae
- Família Zelinkaderidae
- Família Centroderidae
- Família Dracoderidae